# Juliusz Zając
Juliusz Zając (ur. 30 czerwca 1894 w Pogrzebieniu - ?) – polski górnik, działacz narodowy, powstaniec śląski, poseł na Sejm Śląski.
Syn posiadacza niewielkiego gospodarstwa rolnego Jana i Joanny z Błaszczoków. Ukończył niemiecką szkołę ludową w Pogrzebieniu. Jako siedemnastolatek rozpoczął pracę w kopalni „Charlotte” w Rydułtowach. Po roku wyjechał do pracy w Westfalii, gdzie został zatrudniony w kopalni "Prosper 11" w Bottrop. Był tam członkiem Polskich Związków Zawodowych i Towarzystwa Śpiewaczego "Wyspiański". Z chwilą wybuchu I wojny światowej powrócił na Śląsk. W styczniu 1916 został powołany do armii niemieckiej, służył początkowo na froncie wschodnim, a następnie pod koniec 1916 dostał się na front zachodni, gdzie podczas walk nad Sommą został ciężko ranny. W listopadzie 1918 powrócił do rodzinnej wsi. Od lutego 1919 członek Polskiej Organizacji Wojskowej Górnego Śląska w Pogrzebieniu. Następnie działał w akcji plebiscytowej. Wziął udział w II powstaniu śląskim. Podczas III powstania śląskiego służył w 5 kompanii 4 raciborskiego pułku piechoty. Po podziale Śląska był sekretarzem Kółka rolniczego powiatu raciborskiego w granicach pow. rybnickiego. Był współzałożycielem grupy Związku Powstańców Śląskich i Koła Związku Obrony Kresów Zachodnich w Pogrzebieniu. Radny gminy Pogrzebień. Od 1935 członek zarządu Związku Powstańców Śląskich uchodźczego powiatu raciborskiego. Poseł na Sejm Śląski IV kadencji z ramienia Narodowo-Chrześcijańskiego Zjednoczenia Pracy (1935–1939).